# Меиоланииды
Меиоланииды (лат. Meiolaniidae) — семейство вымерших пресмыкающихся из клады тестудинат, живших с эоцена по голоцен (48,6—0,002 млн лет назад). Растительноядные животные.

## Внешний вид и строение
Эти животные достигали 5 м в длину с головой и хвостом, при длине панциря 2,5 м. Их черепа имели множество узловатых и роговидных выступов. Хвост был защищён бронированными «кольцами» и снабжён на конце шипами. В целом эти рептилии напоминали своеобразный «аналог» мезозойских анкилозавров.

## Распространение
Предки меиоланиид обитали на территории Гондваны, поэтому они и встречались в Южном полушарии. Один род этих рептилий жил в эоцене Аргентины, но в следующих геологических периодах меиоланииды сохранились только в Австралии и на островах Тихого океана. Известны также из миоцена Новой Зеландии. Считается, что большая часть их вымерла 50 тысяч лет назад, но некоторые островные популяции просуществовали намного дольше, благодарю отсутствию людей на островах. На территории Новой Каледонии найдены кости меиоланиид не старше двух тысяч лет, со следами разделки людьми, охота людей на этих пресмыкающихся стала причиной их исчезновения.

## Классификация
По данным сайта Paleobiology Database, на август 2019 года в семейство включают 5 вымерших родов:
- Gaffneylania Sterli et al., 2015
- Meiolania Owen, 1886
- Ninjemys Gaffney, 1992
- Niolamia Ameghino, 1899 [syn. Crossochelys Simpson, 1937]
- Warkalania Gaffney et al., 1992